# 22, v'là les flics !
 (juillet 2012).
Si vous disposez d'ouvrages ou d'articles de référence ou si vous connaissez des sites web de qualité traitant du thème abordé ici, merci de compléter l'article en donnant les références utiles à sa vérifiabilité et en les liant à la section « Notes et références ».
22, v'là les flics ! est une expression française familière, voire argotique, qui est employée lorsque quelqu'un tient à avertir les membres d'un groupe dont il fait partie qu'il s'agit de fuir un danger. Elle ressortit au milieu de la pègre ou des truands dans les films noirs par exemple.

## Origine de l'expression
Il existe de nombreuses théories quant à l'origine de cette expression argotique qui, en France, sert à avertir de l'arrivée de la police :
- « Vingt-deux » signifie couteau dans l'argot français du XIXe siècle. L'expression signifierait donc « tous à vos armes ». L'arme favorite des voyous du temps était le « couteau d'arsouille » avec sa lame de 22 centimètres ;

- Un homme normalement constitué a deux jambes, qui forment le nombre 11. Quand on dit 22, c'est que c'est le moment de courir (parce que les flics approchent) ;
- À la fin du XIXe siècle, il y avait onze boutons sur la vareuse des policiers et ils se baladaient toujours par deux ;
- Cette expression viendrait aussi des prisons, ou des ouvriers typographes où le 22 viendrait de l'addition des chiffres correspondant au rang des lettres du mot « chef » dans l'alphabet. 3+8+5+6=22 ;
- Dans la même série, il viendrait peut-être du mot « vesse » qui signifie « grande peur ». Le v étant la 22e lettre de l'alphabet ;
- 22 serait une déformation du juron « vingt dieux », lui-même étant une déformation de « vain(s) Dieu(x) » ;
- Certains disent que le 22 était autrefois le numéro de téléphone de la police, remplacé de nos jours par le 17. Cette explication ne tient pas compte de l'attestation de cette expression dès 1874, alors que le téléphone ne fait son arrivée en France d'une façon significative que dans les années 1880 ;
- On trouverait cette expression chez les linotypistes du XIXe siècle. En effet, la taille des caractères (dit le corps dans le jargon de l'imprimerie) pour former un texte est habituellement de 9 ou 10. De ce fait, le corps 22, destiné aux titres car de taille plus importante, est tout désigné pour annoncer la venue du chef de manière anodine. Quand le chef d'atelier entre, on crie 22. Quand c'est le patron, là on crie 44[2] ;
- C'est au chapitre 22 de l'Évangile selon Saint Luc que Jésus est arrêté. (Luc chapitre 22 - versets 47 à 54) ;
- C'est une référence au 22 quai des orfèvres qui est l'adresse de la police judiciaire de Paris. Explication semblant également erronée, le siège de la police judiciaire parisienne étant au 36, quai des Orfèvres. Cependant, il s'avère que l'adresse du Palais de justice par laquelle les camions de police arrivent pour escorter les prévenus et accusés notamment se situe au 22 quai des Orfèvres, à tout le moins avant son transfert aux « Batignolles » ;
- « 22 » correspond au nombre de lettres utilisées dans l'expression « Attention voilà les flics » ;
- Quand on fait quelque chose très rapidement (fuir par exemple), on le fait « en deux-deux ». Cela aurait donné le « 22 » ; explication démentie : faire quelque chose en de-de résulte du verlan du mot speed (de-spee). « On le fait en de-spee » a progressivement laissé place à « on le fait en de-de » dans les années 90’.
- Le terme « 22 voilà les flics » pourrait venir des bars ou troquets où les policiers arrivaient en masse le 22 de chaque mois, jour mensuel de la paie ;
- On comptait 22 trous avec lesquels les policiers laçaient leurs chaussures ;
- Le 12 mars 1829, Louis-Marie de Belleyme organise le corps des sergents de ville. Ils ne sont alors que 22, « ce qui a donné naissance au « cri d'allégresse » connu : 22, les v'là ! »[3].
- « 22 » est un code non officiel couramment utilisé par la police américaine pour désigner un meurtre.
- D'après André Goustat (président du Cpnt) il était d'usage en Dordogne d'accueillir la police  soit avec un 22 long rifle, soit avec un verre de vin cuit à 22° (limite de la licence IV jusqu'en 1992). Cette expression se serait ensuite propagée comme une traînée de poudre dans toute la France.
- Les patrouilles Romaines étaient composées de 22 soldats, ce qui a donné « voilà les 22 » quand ils passaient en ville.
- Lors de la pause méridienne, la police avait pour coutume de partager le « vin des dieux » ce qui s’est progressivement transformé en « Vin  Dieux » puis « vingt-deux ».

## Équivalents étrangers
Selon le Dictionnaire historique des argots français de Gaston Esnault, 1965, page 635, il y aurait des équivalents en italien (« sedici ! » (« seize ! ») — maçons, 1950), en allemand (« Achtzehn » (dix-huit)) et, dans un contexte d'utilisation légèrement différent, en anglais (« twenty-three skidoo! » : « vingt-trois, fous le camp ! », « laisse-moi tranquille ! » — argot des États-Unis, 1910). Plus récemment, c'est l'expression « Five-O » qui est utilisée pour prévenir de l'arrivée de la police, en référence à la série télévisée policière Hawaï police d'État (titre original : Hawaii Five-O, Hawaï étant le 50e État des États-Unis).